# 3-羟基异丁酸脱氢酶
3-羟基异丁酸脱氢酶（英語：3-hydroxyisobutyrate dehydrogenase，EC 1.1.1.31（页面存档备份，存于））是一种以NAD+或NADP+为受体、作用于供体CH-OH基团上的氧化还原酶。这种酶能催化以下酶促反应：
3-羟基-2-甲基丙酸 + NAD+ {\displaystyle \rightleftharpoons } 2-甲基-3-氧代丙酸 + NADH + H+
3-羟基异丁酸脱氢酶主要参与缬氨酸、亮氨酸和异亮氨酸的降解过程。